# Алойський край
Ало́йський кра́й (латис. Alojas novads) — адміністративно-територіальна одиниця Латвійської Республіки. Розташований у північній частині країни, в історичному регіоні Ліфляндія. Адміністративний центр — Алоя. Створений 2009 року. Площа — 630,7 км². Населення — 5316 осіб (2011). До складу краю входять 2 міста і 4 волості.

## Історія
Край створений 1 липня 2009 року в ході адміністративно-територіальної реформи з частини Лімбзького району.

## Адміністративний поділ
- Алоя, місто
- Алойська волость
- Браславська волость
- Брівземнієкська волость
- Стайцеле, місто
- Стайцельська волость

## Населення
Національний склад краю за результатами перепису населення Латвії 2011 року.
| Національність | К-сть | %        |
| -------------- | ----- | -------- |
| Латиші         | 4801  | 90,31 %  |
| Росіяни        | 217   | 4,08 %   |
| Білоруси       | 80    | 1,50 %   |
| Українці       | 50    | 0,94 %   |
| Поляки         | 34    | 0,64 %   |
| Литовці        | 16    | 0,30 %   |
| Інші           | 118   | 2,22 %   |
| Загалом        | 5316  | 100,00 % |